# Sternenfels
Sternenfels település Németországban, azon belül Baden-Württembergben. Lakosainak száma 2797 fő (2023. december 31.). Sternenfels Sachsenheim, Illingen és Mühlacker községekkel határos.

## Népesség
A település népessége az elmúlt években az alábbi módon változott:
| Lakosok száma | 1986 | 2125 | 2359 | 2390 | 2316 | 2669 | 2776 | 2824 | 2741 | 2797 |
|               | 1961 | 1967 | 1974 | 1980 | 1987 | 1993 | 2000 | 2006 | 2013 | 2023 |